# H

H의 필기체

H(aitch 에이치[*], [eɪtʃ])는 로마자의 8번째 글자이다.

## 발음
- 음가가 없음: 스페인어, 프랑스어, 포르투갈어, 이탈리아어(이중음자에 있는 것은 제외)
- 무성 성문 반찰음(/h/): 튀르키예어, 핀란드어, 헝가리어, 덴마크어, 페로어, 하와이어, 오로모어, 말레이어, 나바호어, 타갈로그어, 하우사어, 아파르어, 노르웨이어
- 유성 성문 반찰음(/ɦ/): 체코어, 슬로바키아어, 쇼나어, 총가어
- 무성 연구개 마찰음(/x/): 폴란드어, 카슈브어, 식시카어
- 무성 후두개 마찰음(/ʜ/): 아미어

## 역사
H는 울타리를 뜻하는 그림 문자에서 비롯되었다.
| 셈조어 문자 ‘울타리’ | 페니키아 문자 헤트 | 그리스 문자 에타 | 에트루리아 문자 H | 로마 문자 H |
| 셈조어 문자 ‘울타리’ | 페니키아 문자 헤트 | 그리스 문자 에타 | 에트루리아 문자 H | 로마 문자 H |

## 쓰임
- h는 국제음성기호에서 무성 성문 반찰음을 나타낸다.
- H는 수소를 나타내는 원소 기호이다.

| 미리 보기      | H                      | H                      | h                    | h                    |
| -------------- | ---------------------- | ---------------------- | -------------------- | -------------------- |
| 유니코드 이름  | LATIN CAPITAL LETTER H | LATIN CAPITAL LETTER H | LATIN SMALL LETTER H | LATIN SMALL LETTER H |
| 인코딩         | 10진                   | 16진                   | 10진                 | 16진                 |
| 유니코드       | 72                     | U+0048                 | 104                  | U+0068               |
| UTF-8          | 72                     | 48                     | 104                  | 68                   |
| 수치 문자 참조 | &#72;                  | &#x48;                 | &#104;               | &#x68;               |
| EBCDIC 계열    | 200                    | C8                     | 136                  | 88                   |
| ASCII          | 72                     | 48                     | 104                  | 68                   |